# Neil Lamont
Neil Lamont (* 30. November 1961 in Windsor, Vereinigtes Königreich) ist ein britischer Filmarchitekt.

## Leben und Wirken
Der Sohn des berühmten Filmarchitekten (James-Bond-Filme) und Oscar-Preisträgers (Titanic) Peter Lamont wurde über ihn zum Film gebracht und ergriff den Beruf des Vaters. Gerade 20 Jahre alt, stieß Neil Lamont zum Architektenteam der Star-Wars-Macher rund um George Lucas, das Anfang 1982 mit der Herstellung von Die Rückkehr der Jedi-Ritter beschäftigt war. Seine folgenden Karrierestationen waren die eines Produktionszeichners und Architektenassistent (Beteiligung an angloamerikanischen Großproduktionen wie Die totale Erinnerung – Total Recall, Mary Shelley’s Frankenstein und Der englische Patient), bei den Bond-Filmen Lizenz zum Töten, Goldeneye Die Welt ist nicht genug und Stirb an einem anderen Tag sowie bei Titanic arbeitete Neil seinem Vater zu. 
Im Lauf des neuen Jahrtausends entwarf Neil Lamont auch eigenverantwortlich Filmbauten, vor allem zu den hochprofitablen Harry-Potter-Verfilmungen als auch zu den hochbudgetierten Science-Fiction- bzw. Fantasy-Stoffen Star Wars: Das Erwachen der Macht, Solo: A Star Wars Story und Phantastische Tierwesen: Dumbledores Geheimnisse.

## Filmografie (Auswahl)
- 1990: Boomer – Überfall auf Hollywood (The Taking of Beverly Hills)
- 1993: Todesspiele (The Young Americans)
- 1998: Brokedown Palace
- 2000: Duell – Enemy at the Gates (Enemy at the Gates)
- 2001: Harry Potter und der Stein der Weisen (Harry Potter and the Philosopher’s Stone)
- 2002: Harry Potter und die Kammer des Schreckens (Harry Potter and the Chamber of Secrets)
- 2004: Harry Potter und der Gefangene von Askaban (Harry Potter and the Prisoner of Azkaban)
- 2005: Harry Potter und der Feuerkelch (Harry Potter and the Goblet of Fire)
- 2007: Harry Potter und der Orden des Phönix (Harry Potter and the Order of the Phoenix)
- 2009: Harry Potter und der Halbblutprinz (Harry Potter and the Half-Blood Prince)
- 2010: Harry Potter und die Heiligtümer des Todes – Teil 1 (Harry Potter and the Deathly Hallows: Part I)
- 2011: Harry Potter und die Heiligtümer des Todes – Teil 2 (Harry Potter And The Deathly Hallows: Part II)
- 2011: Gefährten
- 2014: Edge of Tomorrow
- 2015: Star Wars: Das Erwachen der Macht (Star Wars: The Force Awakens)
- 2018: Solo: A Star Wars Story
- 2022: Phantastische Tierwesen: Dumbledores Geheimnisse (Fantastic Beasts: The Secrets of Dumbledore)
- 2024: Disclaimer (TV-Serie)

## Einzelnachweis
1. ↑  Neil Lamont auf celebsagewiki.com